# Kevin McKidd
Kevin McKidd (Elgin, 9 de agosto de 1973) é um ator britânico, naturalizado norte-americano. Antes de atuar o papel de Owen Hunt em Grey's Anatomy, ele estrelou como Tommy em Trainspotting de Danny Boyle (1996), o Conde Vronsky na minissérie da BBC Anna Karenina (2000), e Lucius Vorenus na série de drama histórico Roma (2005-2007). Ele também forneceu a voz de John "Soap" MacTavish nos jogos de vídeo Call of Duty: Modern Warfare 2 e Call of Duty: Modern Warfare 3.

## Biografia
Kevin McKidd nasceu e passou seus primeiros anos em Elgin. Desde sua juventude se interessou pelo teatro, atuando com a companhia juvenil Moray Youth Theatre. No fim da adolescência ingressou no curso de engenharia da Universidade de Edimburgo, mas se por um lado pouco aproveitou o curso técnico, engajou-se na companhia dramática da universidade estabelecida no Teatro Bedlam. Nesta altura definiu sua carreira ao abandonar a engenharia em favor das artes dramáticas, ingressando na Queen Margaret Drama School, onde formou-se em 1994.
Imediatamente após a graduação ele ganhou um papel principal em The Silver Darlings, peça montada pela companhia de Robert Carlyle, a Rain Dog Theatre Company. Este trabalho foi sucedido por outro papel de destaque no filme Small Faces (1995), fazendo o personagem de um líder de gangue, mas foi com sua interpretação de Tommy, um jovem viciado em heroína e fã de Iggy Pop em Trainspotting (1996), filme de Danny Boyle, que recebeu reconhecimento em ampla escala, mesmo sendo um personagem secundário. Estes dois filmes foram importantes para colocar as produções escocesas no circuito internacional.
A fama lhe trouxe mais trabalhos, passando a década seguinte envolvido em uma série de produções, entre elas Hideous Kinky (1998), de Gilles MacKinnon, incorporando um viajante em Marrocos, e Bedrooms and Hallways (1998), de Rose Troche, 
no papel de um gay que descobre inclinações bissexuais. Ao mesmo tempo permanecia ativo no teatro, desempenhando o papel-título em Britannicus de Jean Racine, montada no Almeida Theatre, e co-estrelando com Jude Law a produção de Jonathan Kent da peça de John Ford 'Tis Pity She's a Whore. Nos anos seguintes ele participou de Anna Karenina, Dog Soldiers e De-Lovely.
Em 2005 apareceu em Kingdom of Heaven, um épico dirigido por Ridley Scott, e no mesmo ano foi escalado para a série de TV Roma, fazendo o papel do centurião Lucius Vorenus. A série foi um grande sucesso e deu destaque ao seu nome nos Estados Unidos. Em 2007 participou de  Hannibal Rising, da série de Silence of the Lambs, em 2008 foi um dos personagens principais em Made of Honor, iniciando também sua participação no seriado de TV Grey's Anatomy como o cirurgião Owen Hunt, que também lhe valeu consagração pela crítica. Em 2010 fez o papel do deus grego Posídon em Percy Jackson & the Olympians: The Lightning Thief.

## Vida Pessoal
Kevin McKidd foi casado com Jane Parker. Em 2016, ela entrou com o pedido de divórcio. Eles tiveram dois filhos.

## Filmografia
| Ano  | Título                                             | Papel                                    |
| ---- | -------------------------------------------------- | ---------------------------------------- |
| 1996 | Trainspotting - Sem Limites                        | Tommy MacKenzie                          |
| 1997 | Espírito de guerra                                 | Callan                                   |
| 1998 | O Expresso de Marrakesh                            | Callan                                   |
| 1998 | Bedrooms and Hallways                              | Leo                                      |
| 1999 | Topsy-Turvy - O Espetáculo                         | Durward Lely                             |
| 1999 | Mundo Mágico                                       | -                                        |
| 2000 | Giully I´m your Dad                                | -                                        |
| 2002 | O Herói da Família                                 | -                                        |
| 2002 | Cães de Caça                                       | Pte Lawrence Cooper                      |
| 2004 | De-Lovely - Vida e Amores de Cole Porter           | Bobby Reed                               |
| 2004 | Terra de Traições                                  | -                                        |
| 2005 | Cruzada                                            | -                                        |
| 2007 | Hannibal – A Origem do Mal                         | Petras Kolnas                            |
| 2007 | Desejo e Reparação                                 | Soldado ferido que fala com Briony       |
| 2007 | A Última Legião                                    | Wulfila                                  |
| 2008 | O Melhor Amigo da Noiva                            | Colin McMurray                           |
| 2010 | Percy Jackson & the Olympians: The Lightning Thief | Poseidon                                 |
| 2010 | Bunraku                                            | Killer #2                                |
| 2011 | Uma Família de Fantasmas                           | Hamish                                   |
| 2012 | Comes A Bright Day                                 | Cameron                                  |
| 2012 | Brave                                              | Dublagem: Lord MacGuffin/Young MacGuffin |
| 2013 | Justice League: The Flashpoint Paradox             | Dublagem: Thomas Wayne/Batman            |
| 2014 | Home Sweet Hell                                    | Freeman                                  |
| 2017 | T2 Trainspotting                                   | Tommy Mackenzie                          |
| 2017 | Tulip Fever                                        | Johan De Bye                             |

| Ano             | Título                       | Papel                               |
| --------------- | ---------------------------- | ----------------------------------- |
| 2005 - 2007     | Rome                         | Lúcio Voreno                        |
| 2005            | Elizabeth I: A Rainha Virgem | Thomas Howard, 4.º Duque de Norfolk |
| 2007            | Journeyman                   | Dan Vasser                          |
| 2008 - presente | Grey's anatomy               | Dr. Owen Hunt                       |